# Jean Dupont (cyclisme)
Pour les articles homonymes, voir Jean Dupont et Dupont.
Jean Dupont, né le 14 mai 1938 à Cerisy-Belle-Étoile dans l'Orne, en Normandie, est un coureur cycliste français. Passé professionnel en 1962 ou en 1963, il le reste jusqu'en 1966.

## Palmarès
- 1961
  - Champion de Normandie de poursuite
  - 2e étape de la Route de France
- 1962
  - 2e du Maillot des As
- 1963
  - Tour du Morbihan :
    - Classement général
    - 1re étape

  - Grand Prix d'Aix-en-Provence
- 1964
  - 3e du Grand Prix de Cannes
- 1965
  - 2e du championnat de France de poursuite
- 1966
  - 2e étape des Boucles pertuisiennes
  - 3e des Boucles pertuisiennes
- 1967
  - Champion de Normandie amateurs hors catégorie
  - 2e du Circuit des Trois Provinces
- 1968
  - Grand Prix Michel-Lair
- 1973
  - 3e étape du Tour de la Vienne

## Résultats sur les grands tours

### Tour de France
2 participations
- 1963 : abandon (14e étape)
- 1966 : hors délais (16e étape)

### Tour d'Italie
1 participation
- 1962 : abandon (14e étape)